# La pluma eléctrica
«La pluma eléctrica» es una canción de la banda de punk española «Kaka de Luxe». Es la segunda canción de la cara B de su primer (y homónimo) EP de 1978 «Kaka de luxe».La letra de la canción es de Fernando Márquez, y la música está desarrollada sobre un riff de Nacho Canut basado a su vez en la canción Shalala de Micky y los Tonys. Formó parte del repertorio estable del grupo Paraíso.

## Discos en los que aparece
- Kaka de Luxe (Chapa Discos, 1978) Vinilo EP. Pista 2B.[1]
- Kaka de Luxe/Paraíso (Zafiro, 1982) Vinilo EP. Pista 1B.[2]
- Las canciones malditas (El Fantasma del Paraíso, 1983) Vinilo LP. Pista 1B.[3]
- Las canciones malditas (Chapa Discos, 1994) Reedición CD. Pista 6.[4]
- Las canciones malditas (Zafiro, 1997) Reedición CD. Pista 6.[5]
- Bloodstains Across Spain (LP, Andorra, Bloodstains, 1997) LP. Pista A3.[6]
- Lo mejor de la edad de oro del pop español. Kaka de Luxe (Zafiro, 2001) CD. Pista 6.[7]